# إنريكي رامون فاخارنيس
إنريكي رامون فاخارنيس (1929 - 14 سبتمبر 2020)، هو محام وسياسي إسباني شغل منصب عمدة حاكم جزيرة إبيثا.